# Rue Saint-Germain-l'Auxerrois
Rue Saint-Germain-l'Auxerrois är en gata i Quartier Saint-Germain-l'Auxerrois i Paris första arrondissement. Gatan är uppkallad efter den närbelägna kyrkan Saint-Germain-l'Auxerrois. Rue Saint-Germain-l'Auxerrois börjar vid Rue des Lavandières-Sainte-Opportune 1 och Rue Édouard-Colonne 1 och slutar vid Rue des Bourdonnais 4.

## Bilder
| - Gatuskylt. - Kyrkan Saint-Germain-l'Auxerrois. - Rue Saint-Germain-l'Auxerrois. |

## Omgivningar
- Saint-Germain-l'Auxerrois
- Sainte-Chapelle
- Louvren
- Tuilerierna
- Rue des Deux-Boules
- Rue des Lavandières-Sainte-Opportune
- Rue Bertin-Poirée
- Quai des Orfèvres
- Quai de la Mégisserie
- Rue des Bourdonnais
- Impasse des Bourdonnais

## Kommunikationer
- Tunnelbana – linje  – Pont Neuf
- Busshållplats Pont-Neuf – Quai du Louvre – Paris bussnät

### Webbkällor
- ”Rue Saint-Germain-l'Auxerrois”. Mairie de Paris. https://web.archive.org/web/20160303183736/http://www.v2asp.paris.fr/commun/v2asp/v2/nomenclature_voies/Voieactu/8848.nom.htm. Läst 28 mars 2023.
- ”Rue Saint-Germain-l'Auxerrois (1er arrondissement)”. Les rues de Paris. https://web.archive.org/web/20200110124131/http://www.parisrues.com/rues01/paris-01-rue-saint-germain-l-auxerrois.html. Läst 28 mars 2023.